# Walckenaeria mesus
Walckenaeria mesus este o specie de păianjeni din genul Walckenaeria, familia Linyphiidae. A fost descrisă pentru prima dată de Chamberlin, 1948. Conform Catalogue of Life specia Walckenaeria mesus nu are subspecii cunoscute.